# 1384 هـ
1384 هـ هي سنة في التقويم الهجري امتدت مقابلةً في التقويم الميلادي بين سنتي 1964 و1965.

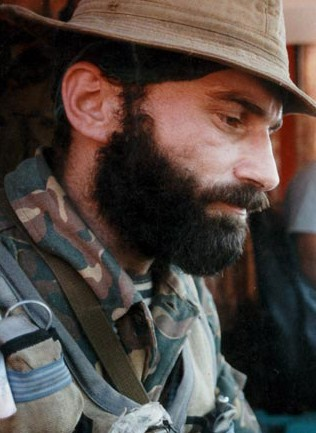
شامل باساييف

## أحداث

### شوال
- 19 شوال - اغتيال مالكوم إكس أو الحاج مالك شباز رئيس اتحاد الأفارقة الأمريكان والمتحدث الرسمي لحركة أمة الإسلام أثناء وجوده في قاعة المؤتمرات في مدينة نيويورك.

## مواليد
- إبراهيم البواردي
- أحمد محمود وهبي
- سالم الشيخي
- سالم عبد الله الجابر الصباح
- سليمان بن بلال اليامي
- عبد العزيز الحمين
- علي خرمي
- غاليه التركيت
- منير الخباز
- حسن بن علي سهلي
- علي الأمير
- حمد بن عبد المحسن التويجري
- صلاح الدين دروزة
- أحمد بن قاسم الغامدي
- أيمن أحمد أحمد سعيد
- إبراهيم بن عبد الله الدويش
- تركي بن بندر بن محمد بن عبد الرحمن آل سعود
- حسين المؤيد
- سعد الشثري
- شامل باساييف
- عبد الحي يوسف
- عبد الخالق الجنبي
- عبد الرحمن الحلو
- عبد العزيز الفوزان
- عماد العكاري
- محمد علي الحسيني
- محمد أربابي (شاعر)
- محمد السقا
- مساعد الطيار
- ناصر بن إبراهيم بن صالح المحيميد
- نايف بن خالد الوقاع
- ليلما أحمدي

## وفيات
- أحمد الروحاني
- أديب الشيشكلي
- عبد الرحمن حجي
- عبد الله العثمان
- فاروق الأول
- قيصر المعلوف
- محمد محمود الزبيري
- مشعان الخالد
- محمد مندور
- ناصر العامود
- مصطفى السباعي
- مصطفى حليم
- حكمت سليمان.

### شوال
- 19 شوال - مالكوم إكس أو الحاج مالك شباز رئيس اتحاد الأفارقة الأمريكان والمتحدث الرسمي لحركة أمة الإسلام.